# Seznam ameriških zoologov
Seznam ameriških zoologov.

## A
Alexander Emanuel Agassiz - Jon Edward Ahlquist - Warder Clyde Allee - Glover Morrill Allen - Joel Asaph Allen - 

## B
John Bachman - William Beebe

## C
Archie Carr - Timothy Abbott Conrad - 

## D
William Healey Dall - James Dwight Dana - 

## E
Daniel Giraud Elliot - 

## F
Dian Fossey - Wade Fox -

## G
Augustus Addison Gould - Stephen Jay Gould

## H
Edward Hallowell - Jack Hanna - Richard Harlan - George Evelyn Hutchinson - Alpheus Hyatt - Libbie Hyman - 

## J
James Ellsworth De Kay - 

## M
Clinton Hart Merriam - Gerrit Smith Miller - Edward Sylvester Morse - 

## N
James George Needham (1868–1957) entomolog

## O
Wilfred Hudson Osgood - 

## P
Theophilus Painter - Roger Payne

## R
Constantine Samuel Rafinesque-Schmaltz - Mary Rathbun - 

## S
Thomas Say - Frederick Schram - 

## T
George Henry Hamilton Tate - 

## V
Darwin Vest - 

## X
John Xantus de Vesey - 